# Matrice symplectique
En mathématique, une matrice symplectique est une matrice M de taille 2n par 2n (dont les entrées sont typiquement soit des réels soit des complexes) satisfaisant la condition
{\displaystyle M^{T}JM=J}
où MT désigne la matrice transposée de M et J est la matrice par blocs antisymétrique définie par :
{\displaystyle J={\begin{pmatrix}0&I_{n}\\-I_{n}&0\\\end{pmatrix}}}
(In étant la matrice identité n×n). On remarque que le déterminant de J vaut 1 et qu'on a l'identité J2 = −I2n.
Toute matrice symplectique est inversible et son inverse est donnée par :
{\displaystyle M^{-1}=-JM^{T}J}.
De plus, le produit de deux matrices symplectiques est, à nouveau, une matrice symplectique. Ceci donne à l'ensemble de toutes les matrices symplectiques la structure d'un groupe. Il existe une structure de variété naturelle sur ce groupe qui en fait un groupe de Lie (réel ou complexe) appelé le groupe symplectique. Le groupe symplectique a pour dimension n(2n + 1).
Il suit facilement de la définition que le déterminant de toute matrice symplectique est ±1. En fait, il apparaît que le déterminant est toujours +1. Une manière de voir ceci est au travers de l'utilisation du Pfaffien et de l'identité
{\displaystyle {\mbox{Pf}}(M^{T}JM)=\det(M){\mbox{Pf}}(J).}
Puisque {\displaystyle M^{T}JM=J} et {\displaystyle {\mbox{Pf}}(J)\neq 0}, nous avons det(M) = 1.
Soit M une matrice par blocs 2n×2n définie comme
{\displaystyle M={\begin{pmatrix}A&B\\C&D\end{pmatrix}}}
où A, B, C, D sont des matrices n×n. Alors la condition pour que M soit symplectique est équivalente aux conditions
{\displaystyle A^{T}D-C^{T}B=1}
{\displaystyle A^{T}C=C^{T}A}
{\displaystyle D^{T}B=B^{T}D.}
Quand n = 1 ces conditions se réduisent à la seule condition det(M) = 1. Donc une matrice 2×2 est symplectique si et seulement si son déterminant est égal à 1.

## Transformations symplectiques
Dans la formulation abstraite de l'algèbre linéaire, les matrices peuvent être décrites comme des transformations linéaires d'espaces vectoriels de dimension finie. L'équivalent d'une matrice symplectique est alors une transformation symplectique d'un espace vectoriel symplectique, qui est pour résumer un espace vectoriel V de dimension 2n doté d'une forme bilinéaire antisymétrique non dégénérée ω.
Une transformation symplectique est alors une transformation linéaire L : V → V qui préserve ω, c.-à-d.
{\displaystyle \omega (Lu,Lv)=\omega (u,v).}
En fixant une base de V, ω peut être décrit par une matrice Ω et L par une matrice M relatives à cette base. La condition pour que L soit une transformation symplectique est précisément celle pour que M soit une matrice symplectique :
{\displaystyle M^{T}\Omega M=\Omega .}
Un changement de base, représenté par une matrice A donne :
{\displaystyle \Omega \mapsto A^{T}\Omega A}
{\displaystyle M\mapsto A^{-1}MA}.
On peut alors toujours ramener Ω à la matrice J introduite plus haut en choisissant A convenablement.

## Notation: J ou Ω
Parfois, la notation J est utilisée en lieu et place de Ω pour décrire la matrice antisymétrique. C'est un choix qui s'avère discutable, puisqu'il peut causer des confusions avec une structure complexe linéaire, qui possède des coordonnées similaires mais représente une structure totalement différente.
Soit une structure hermitienne sur un espace vectoriel, J et Ω sont alors liées par :
{\displaystyle \Omega _{ab}=g_{ac}{J^{c}}_{b}}
où {\displaystyle g_{ac}} est une métrique. Le fait que J et Ω aient parfois les mêmes coordonnées (au signe près) est une conséquence du fait que la métrique g est souvent une identité.